# Julija Hontschar

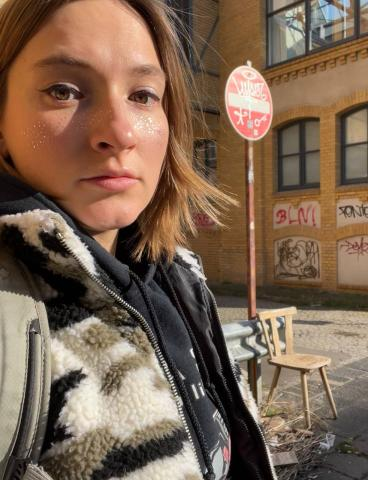
Julija Hontschar

Julija Mykolajiwna Hontschar (ukrainisch Юлія Миколаївна Гончар; * 1990 in Kiew) ist eine ukrainische Autorin, Dramaturgin und Kulturmanagerin. Sie ist Mitgründerin des Theatre of Playwrights (Театр драматургів) in Kiew und arbeitet an der Schnittstelle von Theater, Aktivismus und internationalem Projektmanagement.

## Leben und Ausbildung
Julija Hontschar wurde 1990 in Kiew, Ukraine geboren. Sie absolvierte ein Studium in International Business und Management. Im Anschluss wandte sie sich dem Theater zu und arbeitete in verschiedenen Projekten als Dramaturgin und in der Öffentlichkeitsarbeit.
Seit 2012 ist Hontschar Teil der jungen Dramaszene in der Ukraine. Sie engagierte sich früh in Initiativen des kulturellen Aktivismus und nahm unter anderem an internationalen Programmen wie dem Citizen Artist Incubator in Wien und dem Artivism Stream des European Alternatives Campus in Berlin teil.

## Künstlerisches Schaffen
Julija Hontschar war an zahlreichen internationalen Theaterprojekten beteiligt. Ihre Arbeiten wurden unter anderem in Georgien, Deutschland, der Schweiz, Österreich und Thailand präsentiert. Zu ihren bekannten Projekten zählen das dokumentarische Theaterstück Homeless Souls (2015), performative Projekte mit Binnenvertriebenen in der Ukraine sowie die polnisch-ukrainische Koproduktion Maps of Fear / Maps of Identity (2016).
2015 arbeitete sie als Dramaturgieassistentin an der Produktion Die Kinder des Musa Dagh (nach Franz Werfel) am Badischen Staatstheater Karlsruhe.
Ein zentrales Element ihres Schaffens ist das Schreiben und Kuratieren zeitgenössischer Dramatik. Im Jahr 2020 war sie Mitbegründerin des Theatre of Playwrights in Kiew – ein Kollektiv und Theaterraum, das sich der Förderung von Dramatik ukrainischer Autoren widmet. Während des russischen Angriffskrieges auf die Ukraine 2022 arbeitete das Ensemble in einem dezentralen, digitalen Format weiter, mit Mitgliedern im Exil und in verschiedenen Teilen der Ukraine.
Julija Hontschar ist Co-Drehbuchautorin des ukrainischen Spielfilms How Is Katia? (Originaltitel: Yak tam Katia?), der 2022 unter der Regie von Christina Tynkewytsch entstand. Der Film erzählt die Geschichte einer alleinerziehenden Mutter, deren Leben nach einem tragischen Unfall ihrer Tochter aus den Fugen gerät. How Is Katia? feierte seine Weltpremiere beim Locarno Film Festival, wo er mit dem Spezialpreis der Jury (Filmmakers of the Present) und dem Preis für die Beste Darstellerin ausgezeichnet wurde. Weitere Preise erhielt der Film u. a. beim Molodist Film Festival, dem Cork International Film Festival und CinEast. Julija Hontschar verfasste das Drehbuch gemeinsam mit Tynkewytsch, Serhij Kastornych und Natalija Blok. Der Film wurde international auf zahlreichen Festivals gezeigt und von der Kritik für seine eindringliche gesellschaftliche Thematik gelobt.

## Engagement im Exil
In 2022 lebte und arbeitete Hontschar zeitweise in Deutschland. Im Rahmen eines Stipendiums der Kulturstiftung des Freistaates Sachsen war sie in Dresden tätig. In Zusammenarbeit mit der Schaubühne Lindenfels organisierte sie regelmäßig Lesungen aktueller ukrainischer Texte und war an mehreren interdisziplinären Projekten beteiligt. Neben ihrer Theaterarbeit übersetzt sie auch eigene und fremde Texte aus dem Ukrainischen ins Deutsche. Ihr eigenes Schreiben reflektiert häufig die politische Realität und existenzielle Erfahrung des Krieges. Sie ist Teil eines Autorinnenkollektivs, das aktuell an einer Serie über den Krieg arbeitet.